# Гулан, Генджо
Генджо Гулан (тур. Genco Gulan; род. 1969 году, Турция) — турецкий художник и теоретик искусства. В своих работах рассматривает пересечения между обществом и культурой с помощью новых средств живописи, скульптуры и инсталляции.

## Биография
После обучения на отделении политологии и искусства в Босфорском университете окончил со степенью магистра Новую школу в Нью-Йорке. 
Работы Гулана выставлялись в Музее Пера, Музее де Арте Модерна-ду-Риу-де-Жанейро, в Центре искусства и медиатехнологий Карлсруэ, Триеннале Милана, на Международной бьеннале Тегеран и в Центре Помпиду. Из многочисленных персональных выставок Гулана некоторые проводились в галерее «Художник» в Берлине, в музее живописи и скульптуры в Анкаре и галереи Artda в Сеуле.
Будучи обладателем многих премий, Гулан в 2011 году был выбран в качестве финалиста от Суверенного Art Foundation. Как теоретик, Гулан ввёл такие термины, как: «идея искусства», «пост-постмодернизм» и «AIstory». Автор многих статей и публикаций. Участвовал в конференциях, проводимых в Йельском университете, Школе визуальных искусств в Кёльне, университете Инчхон и Нью-Йоркском технологическом институте.